# Michael Freedman
Michael Hartley Freedman (nascut el 21 d'abril de 1951 a Los Angeles, Califòrnia) és un matemàtic estaunidenc.
Treballa a Microsoft Research i és conegut per haver-hi resolt, el 1986, la conjectura de Poincaré, un dels problemes més famosos del segle xx, per al cas n=4. El 1986 va rebre la Medalla Fields pel seu treball en aquesta àrea, el mateix any el Premi Oswald Vblen i el 1987 la Medalla Nacional de Ciència dels Estats Units en 1987.

## Publicacions
- Michael H. Freedman, The topology of four-dimensional manifolds, Journal of Differential Geometry 17 (1982), pàg. 357–453
- Michael H. Freedman and Frank Quinn, Topology of 4-manifolds, Princeton Mathematical Sèries, vol 39, Princeton University Press, Princeton, NJ, 1990. ISBN 0-691-08577-3